# Шондовичи
Шо́ндовичи (вепс. Šondjal) — деревня в Винницком сельском поселении Подпорожского района Ленинградской области.

## История
В писцовой книге Обонежской пятины 1563 года упоминается не менее восьми небольших (в 1—2 двора) деревень «в Шондовичах на Ояти» (встречались и варианты «в Кондовичах», «в Шундовичах»). Эти населённые пункты на момент описания входили в состав Никольского Ярославского погоста и принадлежали помещикам И. У., Б. У. и А. Н. Судаковым.
После разделения России на губернии Шондовичи были отнесены к Лодейнопольскому уезду Олонецкой губернии. В 1873 году Шондовичи представляли собой куст из четырёх деревень общей численностью 20 дворов с двумя православными часовнями, которые населяли 137 человек, все «чудь». К началу XX века они входили в состав Макушевского сельского общества Винницкой волости.
Поскольку Шондовичи расположены на обоих берегах Ояти, до второй половины XX века в официальных документах деревня обычно делилась на несколько самостоятельных населённых пунктов. Так, в «Списках населённых пунктов Олонецкой губернии» 1905 года в составе шондовичского куста отмечено шесть деревень из 30 домов общей численностью населения 192 человека.
После революции утвердилось деление на две деревни — Шондовичи I и Шондовичи II, которые отделялись друг от друга рекой.
С 1917 по 1922 год деревня Шондовичи I (Спирово) входила в состав Мак(р)ушевского сельсовета Винницкой волости Лодейнопольского уезда Олонецкой губернии, а Шондовичи II — в состав Пёлдушской волости Тихвинского уезда Новгородской губернии.
С 1918 года Шондовичи II — в составе Череповецкой губернии.
С 1922 года Шондовичи I — в составе Озёрского сельсовета Винницкой волости Ленинградской губернии.
С 1927 года Шондовичи I — в составе Озёрского сельсовета, а Шондовичи II — Мягозерского сельсовета Винницкого района.
С 1928 года Шондовичи II тоже в составе Озёрского сельсовета. В 1928 году население деревни Шондовичи II составляло 136 человек.
В 1930-е годы в Шондовичах были организованы колхозы «Красная Оять» и «Верхняя Оять». После укрупнения 1950 года — колхоз «Новая жизнь».

Деревня Шондовичи на карте 1932 года

На карте Ленинградской области Северо-западного аэрогеодезического треста ГГУ издания 1932 года деревня Шондовичи-I обозначена как Шондовичи, она насчитывала 24 крестьянских двора; деревня Шондовичи-II, состоящая из 5 дворов обозначена как Макушева Гора.
По административным данным 1933 года деревни Шондовичи I и Шондовичи II входили в состав Озёрского вепсского национального сельсовета Винницкого национального вепсского района.
В период коллективизации в Шондовичах было организовано два колхоза: в деревне Шондовичи I — колхоз «Красная Оять», в деревне Шондовичи II — колхоз «Верхняя Оять». На рубеже 1940-х и 1950-х гг. эти сельхозартели объединились в один колхоз, который получил наименование «Новая Жизнь». По состоянию на 1952 год в него входило 81 хозяйство, за колхозом было закреплено 3239,69 га земли (пашни — 126,07, сенокосов — 251,24, выгонов и пастбищ — 180, леса — 2090,3). В колхозе насчитывалось 35 лошадей, 158 голов крупного рогатого скота (в том числе 54 коровы), 105 овец, 49 свиней, 148 голов птицы. В колхозе была одна водяная мельница мощностью 0,25 т в смену. В конце 1960-х гг. этот колхоз был ликвидирован, а его земли вошли в состав совхоза «Озерский».
В 1940 году население деревни Шондовичи I составляло 239 человек.

Деревни Шондовичи на карте РККА 1940 года

В период Великой Отечественной войны в Шондовичах в 1942—1944 годах временно размещалась Винницкая МТС, эвакуированная из Винниц.
С 1954 года Шондовичи II — в составе Пёлдушского сельсовета.
В 1958 году население деревни Шондовичи I составляло 122 человека.
С 1963 года деревни Шондовичи I и Шондовичи II — в составе Озёрского сельсовета Лодейнопольского района.
С 1965 года деревни Шондовичи I и Шондовичи II — в составе Подпорожского района..
Шондовичи I и Шондовичи II были объединены решением Леноблисполкома № 592 от 31 декабря 1970 года.
По данным 1973 и 1990 годов деревня Шондовичи входила в состав Озёрского сельсовета Подпорожского района.
В 1997 году в деревне Шондовичи Озёрской волости проживал 101 человек.
В 2007 году в деревне Шондовичи Винницкого СП — 61 человек.

## География
Деревня расположена в южной части района на автодороге 41К-717 (подъезд к деревне Шондовичи).
Расстояние до административного центра поселения — 30 км.
Деревня находится на обоих берегах реки Оять.

## Демография
| 1873 | 1905 | 1926 | 1939 | 1951 | 1961 | 1971 |
| ---- | ---- | ---- | ---- | ---- | ---- | ---- |
| 137  | ↗192 | ↗245 | ↗425 | ↘291 | ↘281 | ↘244 |
| 1975 | 1989 | 1997 | 2002 | 2007 | 2010 | 2017 |
| ↘206 | ↘125 | ↘101 | ↘84  | ↘61  | ↘46  | ↗49  |

Изменение численности населения за период с 1873 по 2017 год:

### Национальный состав
В 2002 году в деревне проживали 73 человека (вепсы — 54 %, русские — 45 %)
Согласно данным Всероссийской переписи населения 2021 года в деревне проживали 16 человек, из них:
 вепсы — 13, русские — 3 человека.

## Транспорт
Грунтовая дорога связывает Шондовичи с селом Озёра. С административным центром поселения деревня связана маршрутным автобусом Пёлдуши — Винницы (№ 122, 2 рейса в неделю), который следует с заездом в Шондовичи.

## Достопримечательности
- Часовня Николая Чудотворца, построена в конце XIX века, деревянная, действующая[27].
- Часовня Покрова Пресвятой Богородицы, построена в начале XIX века, деревянная, недействующая, разрушается[28].

## Улицы
Брусничная, Луговая, Мягозерский переулок, Рыбацкая, Яковлевский переулок.